# 新宿鮫シリーズ
『新宿鮫シリーズ』（しんじゅくざめシリーズ）は、大沢在昌のハードボイルド小説シリーズ。映画、テレビドラマ、漫画化もされている。
新宿署の鮫島警部を主人公とする警察小説のシリーズ。現実の警察の捜査はチームで行われるという制約を壊すために、キャリア警察官が警察内部の抗争に巻き込まれて、はぐれ状態になっているという設定である。下記の作品があるが、1作ごとに違った試みがされている。
小説世界の時系列では、『灰夜』は、『氷舞』と『風化水脈』の間に位置する。通し番号の順番が発表順と異なるのはこのためである。

## シリーズ作品
長編
1. 新宿鮫（1990年 光文社 カッパ・ノベルス / 1997年 光文社文庫 / 2014年2月 光文社文庫 新装版）
  - 吉川英治文学新人賞、1991年度日本推理作家協会賞受賞作、真田広之主演で映画化された。
2. 毒猿（どくざる） 新宿鮫II（1991年 光文社 カッパ・ノベルス / 1998年 光文社文庫 / 2014年3月 光文社文庫 新装版）
  - うちやましゅうぞうにより漫画化(文藝春秋社『月刊コミックビンゴ』掲載)、舘ひろし主演でテレビドラマ化 (NHK) された。
3. 屍蘭（しかばねらん） 新宿鮫III（1993年 光文社 カッパ・ノベルス / 1999年 光文社文庫 / 2014年5月 光文社文庫 新装版）
  - 舘ひろし主演でテレビドラマ化（NHK）された。
4. 無間人形（むげんにんぎょう） 新宿鮫IV（『週刊読売』連載 / 1993年 読売新聞社 / 1994年 光文社 カッパ・ノベルス / 2000年 光文社文庫 / 2014年5月 光文社文庫 新装版）
  - 直木賞受賞作、舘ひろし主演でテレビドラマ化(NHK)された。
5. 炎蛹（ほのおさなぎ） 新宿鮫V（1995年 光文社 カッパ・ノベルス / 2001年 光文社文庫 / 2014年7月 光文社文庫 新装版）
6. 氷舞（こおりまい） 新宿鮫VI（『小説宝石』1996年11月号 - 1997年10月号 / 1997年 光文社 カッパ・ノベルス / 2002年 光文社文庫 / 2014年8月 光文社文庫 新装版）
  - 阿部寛主演でラジオドラマ化(NHK-FM)、舘ひろし主演でテレビドラマ化(NHK)された。
7. 風化水脈（ふうかすいみゃく） 新宿鮫VIII（『毎日新聞』夕刊 1999年7月 - 2000年8月 / 2000年 毎日新聞社 / 2002年 光文社 カッパ・ノベルス / 2006年 光文社文庫 / 2014年9月 光文社文庫 新装版）
8. 灰夜（はいや） 新宿鮫VII（『小説宝石』2000年7月号 - 2001年2月号 / 2001年 光文社 カッパ・ノベルス / 2004年 光文社文庫 / 2014年9月 光文社文庫 新装版）
9. 狼花（おおかみばな） 新宿鮫IX（『小説宝石』2005年1月号 - 2006年9月号 / 2006年 光文社 / 2008年 光文社 カッパ・ノベルス / 2010年 光文社文庫 / 2014年10月 光文社文庫 新装版）
10. 絆回廊（きずなかいろう） 新宿鮫X（『ほぼ日刊イトイ新聞』2010年2月19日 - 2011年4月22日（週刊連載） / 2011年 光文社 / 2013年 光文社 カッパ・ノベルス / 2014年11月 光文社文庫）
11. 暗約領域（あんやくりょういき） 新宿鮫XI（『小説宝石』2018年4月号 - 2019年10月号 / 2019年 光文社 / 2021年 光文社 カッパ・ノベルス）
12. 黒石（ヘイシ） 新宿鮫XII（『小説宝石」2021年4月号 - 2022年10月号 / 2022年 光文社）

短編
1. 鮫島の貌 新宿鮫短編集（2012年 光文社 / 2015年5月 光文社文庫）
  - 区立花園公園（「小説現代」2011年12月号掲載）
  - 夜風（『本とも』創刊号 徳間書店 2007.07  / 『鏡の顔』2009年 ランダムハウス講談社）
  - 似た者どうし
  - 亡霊（『オール讀物』2009年8月号掲載）
  - 雷鳴（「小説新潮』2005年1月号 / 『警察小説競作 鼓動』2006年 新潮文庫 / 『名探偵の奇跡』2007年 光文社 カッパ・ノベルス）
  - 幼な馴染み（『週刊プレイボーイ』2006年42 - 43号 / 『小説 こちら葛飾区亀有公園前派出所』2007年 集英社）
  - 再会（『オール讀物』2006年8月号掲載）
  - 水仙（『ジャーロ』41号、2011年春掲載）
  - 五十階で待つ（『Anniversary50』2009年 光文社 カッパ・ノベルス）
  - 霊園の男[1]
2. （単行本未収録）
  - 分かれ道（『オール讀物』2015年8月号）
  - 酒（『小説宝石』2020年1月号）

## 主な登場人物
鮫島（さめじま）
主人公。元々は、国家公務員採用I種試験に合格し、警察庁に入庁したキャリアであった。出向中のある県警察警備部公安第三課時代に過激派左翼団体のエス（スパイ）を巡る意見の対立が出向先のノンキャリ警部補との間であったが、その過激派一味の検挙慰労会の後で互いに瀕死の重傷を負うほどの傷害事件を起こし、加えて警視庁公安部外事二課時代に公安部内の暗闘に関する重大な秘密を同期入庁の宮本から遺書として託されたことで警察機構内における危険物扱いの存在となってしまう。疎まれつつも宮本の遺書の存在の為に上層部も強硬な対応をとることが出来ず、新宿警察署防犯課（現在は生活安全課）に転属させられ、キャリアとしての入庁時の警部のまま階級が据え置かれて現在に至る。
本来、警部は所轄署では課長もしくは課長代理職を務める階級だが、鮫島はそういった役職に就かせてもらえず、係にも属していない。件の理由から新宿署内においても厄介者となってしまい、通常は二人一組で行動する刑事の捜査も皆からコンビを組むことを嫌がられて孤高の存在として単独行動を余儀なくされ、たった独りの遊撃班的存在として行動している。しかし、そうした境遇に置かれていても警察官としての使命感は強く、皮肉なことに彼を知る多くの者（犯罪者やヤクザも含む）からは『ただ一人の信用できる刑事』と言われ、同僚達の冷たい視線も出世も気にせずに地道に署内トップの検挙率を築きあげている。ヤクザには容赦がなく、事前の根回し無く幹部クラスまで噛んで（＝逮捕）しまうので、ヤクザや裏社会の筋から〝新宿鮫〟と呼ばれて恐れられているが、実際の鮫島は背丈こそ高めなものの刑事にはとても見えない優男であって礼儀正しく、初対面した人たちから鮫島の誠実さと新宿鮫などという厳めしい通り名とのギャップによく驚かれている。髪型が特徴的とされ、作中ではよく「後ろ髪を伸ばしている」などと表現される（マレット）。これは首すじにある過去の傷害事件で受けた（模造刀による）刀傷を隠すためである。年齢は第一作時、36歳だが、彼が実年齢よりも10歳ぐらい若く見られるのはこの髪型による。
名前はシリーズを通して明らかにされたことがないが、映画版では“崇”（たかし）という名前が付けられていた。
新宿署の警察官たちから避けられていたが、皮肉にも唯一の後ろ盾である桃井を亡くした鮫島に対して新宿署内で同情論が起こり、警察庁や警視庁上層部から鮫島を擁護する雰囲気が生まれている。
シリーズ外作品にも全く意外な形で登場するが、別人物、あるいはパラレルワールドとして解釈することも可能である。
愛車はBMW・3シリーズ(E36)(320i・ダークブルー)
青木晶（あおき しょう）
鮫島の14歳年下の恋人。第一作時、22歳。ロックバンド“フーズ・ハニイ"（Who's Honey）のヴォーカル。鮫島に“ロケットおっぱい”と呼ばれるほどの巨乳で、跳ね返りな女。元不良少女で、中絶経験有り。下積み時代から鮫島のとばっちりで何度か危険な目に遭わされているが、それでも鮫島との交際を続けている。徐々にプロ歌手として曲も売れるようになり、メジャーな存在として活躍するようになるが、そのせいで鮫島との逢引きも控えなければならなくなっていく。
『絆回廊』でフーズハニイのメンバーが薬物使用の容疑で逮捕されたためにバンド活動の無期限停止を余儀なくされ、鮫島とも別れざるを得なくなった。
桃井正克（ももい まさかつ）
新宿警察署生活安全課課長。警部。第一作時、52歳。鮫島が信頼・尊敬する直属の上司であり、腹を割って話せる数少ない人物。鮫島いわく「新宿署で最高のお巡り」。過去に交通事故で息子を失い、妻とは離婚。それ以降何事にも無感動で黙々と仕事をこなしているため、周りからは「マンジュウ」(=死体)と呼ばれて揶揄されているが、実際は表情には出さないものの、鮫島同様に警察官として強い使命感を内に秘めている。昔は鮫島も周りと同じく桃井のことを空気のような存在のようにしか見ていなかったが、『新宿鮫』の終盤で事件の容疑者を射殺までして絶体絶命の窮地から救い出されたことで、鮫島は桃井の秘められた強い感情に気づかされ、以後は信頼の置ける上司として彼を慕うようになる。組織犯罪対策課の新設時には（実現はしなかったが）鮫島を課長として推薦した。
『絆回廊』で被疑者確保時に流れ弾に当たり、殉職した。享年58。
藪英次（やぶ ひでじ）
新宿警察署鑑識課員。鮫島よりもやや年上で、第一作時、39歳程度。禿げ頭が特徴。優秀な鑑識官で、特に拳銃おたくとしての知識を生かした弾道検査の手腕は警視庁本庁から引き合いが来るほど抜群の能力を持つ（なぜか本庁への栄転の話は断り続けている）。鮫島が桃井よりも気安く話すことができる人物で、彼と事件についての情報交換を行う場合も多い。職人気質の人物で、服装などには全く無頓着。他人（特に仲の良い鮫島）に煙草や食べ物をたかる悪癖がある。実家は病院を経営しており、自身も医師を目指していたが、“ヤブ”という苗字ゆえに諦めた、というのが口癖。浅草出身で、こちら葛飾区亀有公園前派出所の主人公・両津勘吉とは幼馴染で少年時代から現在に至るまで頭が上がらない。
香田（こうだ）
鮫島と同期のキャリアで警察官僚。鮫島を敗北者だと見下して目の仇にしているが、時に不本意ながらも協力することもある。警視正まで昇進を重ねるが、『狼花』で妻子が外国人犯罪者の被害にあったことの復讐のために自ら公安部から組織犯罪対策部に転属し、自身の目的から引き起こした事件の責任を取って辞職した。その後、内閣情報調査室の下部機関に所属し、暗躍する。
宮本武史（みやもと たけし）
鮫島と同期のキャリア。警察上層部を揺るがす重大な秘密を鮫島に遺書として託して自殺した。『灰夜』にて初めてその詳しい経緯が語られる。
阿坂景子（あさか けいこ）
殉職した桃井の後任の課長として『暗約領域』から登場。警視。初登場時、50歳。夫は民間人で、子供あり。短大卒業後、ノンキャリアの枠で警察官になり、中野署の地域課長代理、警視庁警務部の女性活躍推進担当管理官を経て、鮫島の上司になる。捜査方針を巡って鮫島と仲違いしており、新宿署職員からいつ鮫島と全面対決するか注目されている。
矢崎隆男（やざき たかお）
『暗約領域』から登場。巡査部長。初登場時、29歳。独身。新宿署の生活安全課に配属された新米の刑事。基本を守るが信念の阿坂に命じられ、単独捜査を続ける鮫島とコンビを組む。
ママフォースのママ
鮫島の行きつけのゲイバーのママ。鮫島と晶のデートにも利用されている。炭鉱で働いていたことがあり、薬物中毒の悲惨さに詳しい。
真壁俊三（まかべ しゅんぞう）
新宿のヤクザ。その生き様を何人ものヤクザに崇拝されている。第一作時、25、6歳。『新宿鮫』で利権絡みで中国人ヤクザの幹部を殺傷し、自ら重傷を負いながらも鮫島の下に出頭した。長期の懲役に服することになり、『風化水脈』で出所後に同じ中国人ヤクザに報復されて重傷を負うが、高級車両窃盗事件を追っていた鮫島に救い出され、遂にヤクザ稼業から足を洗う決心をする。
木津要（きづ かなめ）
絶対に銃に見えない精巧な仕込み銃を開発・製作する技術を持つ同性愛者。事件当時、35歳。『新宿鮫』でアジトに監禁した鮫島を射殺しようとした時に、鮫島を救出に来た桃井に射殺された。
劉鎮生（リュウ ツェンシェン）
毒猿（ドゥユアン）の威名を持つ台湾マフィア首領直属の職業凶手。事件当時、38歳。テコンドーの使い手。かつて台湾陸軍海上武隊「水鬼仔」に所属していた。『毒猿』で自分を敵に売った裏切り者の台湾マフィアの巨大組織「四海」の幹部を追って新宿に潜伏。新宿御苑で鮫島と対決する。
郭栄民（グオ ヨンミン）
台湾警察の捜査官。階級は伍長（警部補）。事件当時、38歳。『毒猿』で新宿に逃げ込んだ台湾マフィアのボスとそれを追ってきた毒猿を追って越境覚悟で来日し新宿に訪れる。差のさなかにかつて事件でとらえようとして死亡した犯人グループ容疑者の弟に敵として襲われ、応戦中偶然尾行してきた鮫島と遭遇する。そして保安課の要請を受けた鮫島と会談し、自身の素性と目的を打ち明けコンビを組む。
仙田勝? / ロベルト・村上? / 深見? / 間野総治（まの そうじ）
外国人窃盗団を組織する謎の人物。年齢は50歳前後。『炎蛹』で初めて鮫島と接触して以来、新宿署管内で暗躍し続ける。愛人の言に寄れば東北地方の出身らしい。在京南米系犯罪者を束ねたり、面倒を見たりして、貧しい在京南米人に人望が厚い面がある。盗品売買をシステマティックに稼動させる実行力を備え、そこに日本のヤクザが係わることを極度に嫌がる。かつてノンキャリアの公安警察官で学生運動活動家を対象として潜入捜査活動をしていたが、その後退職し南米に渡ってCIAの対反米勢力工作や対麻薬組織工作、その他非合法工作を請け負うが、その任務の性質上自らも犯罪行為や悪徳に身を染めざるを得なかったことがあるらしい等々謎の多い人物。『狼花』で遂に正体を現して鮫島と全面対決する。
陸永昌（ルー ヨンチャン）
『絆回廊』から登場した国際的犯罪者。初登場時、25歳。中国人女性と粗暴な日本人のヤクザとの間に生まれる。相手に若造となめられるのを逆手に取って、色々な国で裏ビジネスに手を出している。その一方で日本の内閣情報調査室の情報提供者で、香田とも繋がりがある。『絆回廊』で中国残留孤児二世、三世の犯罪グループ「金石（ジンシ）」から鮫島の抹殺を依頼されるが、失敗して逃走した。父を逮捕した鮫島を恨み、再度の抹殺の機会をうかがっている。

## 映画
『新宿鮫』の劇場版。タイトルは『眠らない街〜新宿鮫〜』。1993年10月9日に東映配給で公開された。
興行成績は振るわなかったものの、主演の真田広之が本作と『僕らはみんな生きている』にて日本アカデミー賞主演男優賞に、監督の滝田洋二郎が監督賞にノミネート、編集の冨田功が編集賞を受賞した。
原作において晶は実在の歌手川村カオリをイメージして書かれており、監督も粘り強く出演を交渉したが、実現しなかった（後にテレビドラマで、主演の舘ひろしの強い希望で実現）。

### キャスト
- 鮫島 崇 - 真田広之
- 晶 - 田中美奈子
- 桃井課長 - 室田日出男
- 木津 要 - 奥田瑛二
- 藪 - 矢崎滋
- 香田警視 - 今井雅之
- エド - 松尾貴史
- 砂上 幸一 - 浅野忠信
- 吉川 - 新井康弘
- 西尾 - 塩見三省
- 藤丸警視監 - 中丸忠雄
- 真壁 - 高杉亘
- 鈴木 - 余貴美子
- ガンショップのオーナー - 大杉漣
- 鮫島の同僚 - 丸岡奨詞
- サウナにいた警察官 - 六平直政
- 鮫島を切りつける刑事 - 斎藤洋介
- その他のキャスト - 川端健嗣、田代尚子、吉野三香、柘植久慶、床井雅美、久保博司、大河内浩、日野陽仁、掛田誠、安藤麗二、水上竜士、飯島大介、浅見小四郎、関根大学、髙橋伸稔、中井信之、清水一彦、石橋祐、津久井啓太、細木美和

### スタッフ
- 製作：フジテレビジョン
- 監督：滝田洋二郎
- 脚本：荒井晴彦
- 音楽：梅林茂
- 主題歌：田中美奈子「眠らない街」
- 撮影：浜田毅
- 美術：徳田博
- 照明：渡邊孝一
- 編集：冨田功
- 助監督：橋本匡弘、原正弘、鬼頭理三
- 音響効果：伊藤進一
- ガンエフェクト：BIGSHOT
- 刺青：栩野幸知
- 技斗：多賀谷渉
- スタント&アクション：倉田プロモーション
- 現像：東映化学
- MA：にっかつスタジオセンター
- 製作者：村上光一
- プロデューサー：河井真也・小林壽夫
- 企画：堀口壽一、岡田裕介

## テレビドラマ
NHKBS2（1・2作）・Hi-Vision（3作）BShi（4作）にてテレビドラマ化。総合テレビ「土曜ドラマ」などで再放送されている。
1. 新宿鮫 無間人形（1995年4月9日-30日（土曜）、BSスペシャル（BS2））
2. 新宿鮫 屍蘭（1996年5月19日-6月9日、BS日曜ドラマ（BS2））
  - 第一部「危険な毒薬」、第二部「絶望の構図」
3. 新宿鮫 毒猿（1997年12月30日、 ハイビジョンドラマ（BShi））
4. 新宿鮫 氷舞（2002年4月29日-5月2日（月曜-木曜）、ハイビジョンドラマ（BShi））
  - 第1回「巨大な罠」、第2回「戦慄の陰謀」、第3回「破局への岐路」、最終回「愛の行方」

### キャスト

#### 主要人物
- 鮫島：舘ひろし
- 青木晶：久松史奈（無間人形）/ 川村かおり（屍蘭・毒猿）/ 島谷ひとみ（氷舞）
- 桃井課長：河原崎長一郎（無間人形・屍蘭）/ 寺田農（毒猿・氷舞）
- 香田：永島敏行

#### ゲスト
無間人形
- 原田昇 - 草刈正雄
- 香川景子 - 多岐川裕美
- 原田進 - 香川照之
- 呂金堆 - 津嘉山正種
- 栗本刑事 - 江藤漢
- 田隈刑事 - 池田政典
- 日野原圭太 - 塩谷庄吾
- 諏訪太朗
- 望月太郎
- 筈野浩 - 河西健司
- 勝野洋
- 小西 - 渡辺哲

屍蘭
- 黒木瞳
- 原田芳雄
- 西田敏行
- 塩屋俊
- 吉行和子
- 永島敏行
- 水島涼太

毒猿
- 永沢俊矢
- 本上まなみ
- 金田龍之介
- 佐藤允
- 団時朗
- 塩見三省
- 山路和弘
- 坂上香織

氷舞
- 鷲尾いさ子
- 黒沢年男
- 津川雅彦
- 本田博太郎
- 伊武雅刀
- 逸見太郎
- 渥美博
- 長友健太
- 中村久光
- 平賀雅臣
- 阿知波悟美
- 古田新太
- 河野洋一郎
- ロジャー・アレン
- 千葉哲也
- 寺島進
- 田中要次
- 早川純一
- 金児憲史
- 藤田宗久
- 本城丸裕
- 石田太郎
- 中島久之
- 苅谷俊介
- 渡辺哲
- 浜田学
- 塚本高史
- 天現寺竜
- 片岡明日香
- 大林丈史　ほか

### スタッフ
- 演出：石橋冠（全作）、河村毅（氷舞）
- プロデューサー：川村尚敬（無間人形・氷舞）、一柳邦久・西村与志木（毒猿）、
- 製作：大津山潮・浅野加寿子（屍蘭）
- 脚本：今野勉（無間人形・屍蘭）、矢島正雄（毒猿）、吉本昌弘（氷舞）
- 音楽：坂田晃一（氷舞）